# Rahim Ouédraogo
Rahim Ouédraogo (Bobo-Dioulasso, 8 oktober 1980), kortweg vaak Rahim genoemd, is een Burkinees voormalig voetballer.

## Clubcarrière
Rahim Ouédraogo kwam op zijn zestiende vanuit zijn geboorteland Burkina Faso naar Nederland, samen met een zwager die studeerde in Enschede. Ouédraogo, die goed kon voetballen en in Burkina Faso uitkwam voor ASF Bobo-Dioulasso, vond onderdak bij de jeugdopleiding van FC Twente. Aanvankelijk was hij woonachtig in een kosthuis, maar enkele maanden later kreeg hij onderdak bij voormalig voetballer en trainer Issy ten Donkelaar. Op 18 februari 1999 maakte Ouédraogo zijn eredivisiedebuut voor FC Twente, in een wedstrijd tegen PSV.
In de seizoenen 1999/2000 en 2000/2001 speelde Rahim geregeld in de Twentse hoofdmacht. In het seizoen 2001/2002 kwam Ouédraogo op huurbasis uit voor FC Zwolle. Een jaar later keerde hij terug naar Twente, waar hij nog vier seizoenen zou spelen. In december 2006 werd zijn contract in overleg tussentijds ontbonden, waardoor Ouédraogo naar Skoda Xanthi in Griekenland kon vertrekken. Hij tekende voor 3,5 jaar, maar in de zomer van 2007 keerde hij alweer terug naar Nederland, waar hij tekende bij Heracles Almelo.
In de zomer van 2008 kwam hij zonder contract te zitten, toen zijn verbintenis met Heracles niet verlengd werd. Sinds januari 2009 speelt hij bij FC Emmen. Daar maakte hij op 7 februari 2009 zijn debuut in de thuiswedstrijd tegen Cambuur Leeuwarden. Rahim speelde dertien competitiewedstrijden voor Emmen, waarop zijn verbintenis niet werd verlengd. Daarop trok hij in augustus 2009 transfervrij naar het Turkse Manisaspor. Nadat zijn contract daar medio december werd ontbonden keerde hij voor een half seizoen terug bij FC Emmen.
Begin 2011 startte hij een transportbedrijf Rahimo. Met hulp van enkele Emmen sponsoren liet hij vijf bussen uit China komen en op 19 februari opende hij een buslijn tussen Ouagadougou en Bobo-Dioulasso waarop hij zowel personen als goederen laat vervoeren.

In december 2011 kondigde hij aan samen met Mamadou Zongo en Ousmane Sanou in 2012 een voetbalschool te starten in Bama; Rahimo FC. Vanaf 2015 werd er ook met een seniorenteam gespeeld in het Stade Wobi Bobo in Bobo-Dioulasso dat in 2016 direct naar de Première Division promoveerde en in 2019 landskampioen werd.

## Interlandcarrière
Hij speelde tussen 1999 en 2004 in totaal 21 interlands waarbij hij vier doelpunten maakte. Ouédraogo was onderdeel van de Burkinabé op de Afrika Cup in 2000 en in 2004.

## Statistieken
| Seizoen | Club            | Wedstrijden | Doelpunten | Competitie     |
| ------- | --------------- | ----------- | ---------- | -------------- |
| 1998/99 | FC Twente       | 4           | 0          | Eredivisie     |
| 1999/00 | FC Twente       | 20          | 0          | Eredivisie     |
| 2000/01 | FC Twente       | 20          | 0          | Eredivisie     |
| 2001/02 | → FC Zwolle     | 14          | 1          | Eerste divisie |
| 2002/03 | FC Twente       | 27          | 0          | Eredivisie     |
| 2003/04 | FC Twente       | 27          | 0          | Eredivisie     |
| 2004/05 | FC Twente       | 20          | 0          | Eredivisie     |
| 2005/06 | FC Twente       | 22          | 0          | Eredivisie     |
| 2006/07 | FC Twente       | 1           | 0          | Eredivisie     |
| 2006/07 | Skoda Xanthi    | 5           | 0          | Super League   |
| 2007/08 | Heracles Almelo | 19          | 0          | Eredivisie     |
| 2008/09 | FC Emmen        | 13          | 1          | Eerste divisie |
| 2009/10 | → Manisaspor    | 4           | 0          | Süper Lig      |
| 2009/10 | FC Emmen        | 9           | 0          | Eerste divisie |
| Totaal  | Totaal          | 201         | 2          |                |

## Erelijst
| Competitie         | Aantal    | Jaren     |           |           |
| FC Zwolle          | FC Zwolle | FC Zwolle | FC Zwolle | FC Zwolle |
| ------------------ | --------- | --------- | --------- | --------- |
| Eerste Divisie     | 1x        | 2001/02   |           |           |
| FC Twente          |           |           |           |           |
| UEFA Intertoto Cup | 1x        | 2006      |           |           |